# فريدي كارتر
فريدريك جيمس كارتر (بالإنجليزية: Frederick James Carter)‏ هو ممثل ومخرج بريطاني؛ لعب دور كاز بريكر في مسلسل ظل وعظم الخيالي على نتفليكس (2021–)، وسبق له أن لعب دور بيتر "بين" هوثورن في أطلق لها العنان (2017–2019)، أيضًا على نتفليكس.

## النشأة والتعليم
وُلد كارتر في 27 يناير 1993 في بليموث، ديفون، وترعرع غالبًا في سومرست. نظرًا لأن والده كان يعمل في الجيش، أمضى بعضًا من طفولته في التنقل، حيث قضى فترات في قبرص وفيرجينا بيتش. شقيقه الأكبر هو زميله الممثل توم أوستين. لديهم أيضًا الأخ الأوسط. ذهب الثلاثة إلى المدرسة في كوينز كوليدج في تونتون. فيلم القدس بطولة مارك رايلانس الذي رآه كارتر في لندن عندما كان في السادس عشر من عمره ألهمه لمتابعة التمثيل. ذهب للتدريب على التمثيل في مدرسة أكسفورد للدراما، وتخرج عام 2015.

## الحياة العملية
بعد تخرجه، ظهر كارتر في شركة Rose Theatre Kingston إنتاج The Wars of the Roses من إخراج تريفور نان. ظهر كارتر لأول مرة على الشاشة كجندي في فيلم دي سي كومكس 2017، المرأة الخارقة. في نفس العام، حصل كارتر على أول دور رئيسي له كي يكون الشخصية الرئيسية، بيتر "بين" هوثورن في سلسلة نتفليكس أطلق لها العنان. كما لعب هذا الدور في العروض الخاصة لعيد الميلاد وعيد الحب. لعب دور البطولة في دور ألكسندر فلينت في الإنتاج المسرحي لعام 2018 لـHarley Granville-Barker's Agnes Colander في Ustinov Studio في Theatre Royal في باث. ثم لعب كارتر دور إليس في فيلم الرعب الدير عام 2018.
في عام 2019، كتب كارتر وأخرج فيلمه القصير الأول، رقم 89. كما لعب دورًا رئيسيًا في دور توم في مسلسل القناة الخامسة 15 يوم ودورًا متكررًا مثل جيسون ريبر في المسلسل الأمريكي دي سي كومكس بيني وورث.
في أكتوبر 2019، تم الإعلان عن أن كارتر سوف يلعب دور كاز بريكر في سلسلة 2021 نتفليكس ظل وعظم، وهي مقتبسة من سلسلة الكتب الخيالية لي باردوغو وستة من الغربان من تأليف لي باردوغو. قصت العديد من المنشورات نصف قصة ستة من الغربان لمزيد من الثناء، بما في ذلك رولينغ ستون وVulture وسي نت. لديه أدوار قادمة في مسلسل أسياد الجو على أبل تي في + وباراماونت+ التكيف مع إليزابيث ماكنيل مصنع الدمية.

## الحياة الشخصية
تزوج كارتر من كارولين فورد في 3 ديسمبر 2022، بعد أن التقيا في مجموعة أطلق لها العنان وكانا على علاقة منذ عام 2018. يقوم كارتر بالتصوير كهواية. يقيم في مرليبون، لندن.

## فيلموغرافيا

### أفلام
| السنة | العنوان                                                  | الدور             | ملاحظات      |
| ----- | -------------------------------------------------------- | ----------------- | ------------ |
| 2017  | المرأة الخارقة                                           | جندي              |              |
| 2018  | الدير [لغات أخرى]                                        | إليس              |              |
| 2018  | أطلق لها العنان: رفاق عيد الميلاد الاثنى عشر [لغات أخرى] | بيتر "بين" هوثورن | فيلم نتفليكس |
| 2019  | أطلق لها العنان: عيد الحب [لغات أخرى]                    | بيتر "بين" هوثورن | فيلم نتفليكس |
| 2019  | رقم 89                                                   |                   | مخرج وكاتب   |
| 2022  | المذبحة الأمريكية [لغات أخرى]                            | سْكوت              |              |

### مسلسلات
| السنة      | العنوان                     | الدور                 | ملاحظات           |
| ---------- | --------------------------- | --------------------- | ----------------- |
| 2017-2019  | أطلق لها العنان [لغات أخرى] | بيتر "بين" هوثورن     | دور أساسي         |
| 2019       | 15 يوم [لغات أخرى]          | توم                   | مسلسلات دور أساسي |
| 2019       | بيني وورث                   | جايسون ريبر           | 3 حلقات           |
| 2021       | ظل وعظم                     | كاز بريكر             | دور أساسي         |
| يُعلن لاحقًا | أسياد الجو                  | الملازم ديفيد فريدكين | قادمة             |
| يُعلن لاحقًا | مصنع الدمية                 | جدعون                 | قادمة             |

## مسرحيات
| السنة | العنوان                | الدور         | ملاحظات                                                 |
| ----- | ---------------------- | ------------- | ------------------------------------------------------- |
| 2015  | حروب الورد [لغات أخرى] | شركة          | روز ثياتر كينجستون                                      |
| 2016  | العاصفة                | فرديناند      | ميدان سباق الخيل يارموث العظيم، نورفولك ومهرجان نورويتش |
| 2018  | أغنيس كولاندر          | الكسندر فلينت | استوديو أوستينوف، المسرح الملكي، باث                    |

## روابط خارجية
- فريدي كارتر في قاعدة بيانات الأفلام على الإنترنت
- Freddy Carter at Spotlight